# John Campbell (wioślarz)
John Alan Campbell (ur. 13 kwietnia 1899 w Armadale, zm. 20 lutego 1939 w Drysdale) – brytyjski wioślarz pochodzenia australijskiego, srebrny medalista olimpijski. 
Kształcił się w Melbourne Grammar School i Jesus College University of Cambridge. Trzykrotnie brał udział w The Boat Race; w latach 1920 i 1921 odnosił zwycięstwa. 
Wystąpił na igrzyskach olimpijskich w Antwerpii w 1920, gdzie Brytyjczycy w składzie: Ewart Horsfall, Guy Oliver Nickalls, Richard Lucas, Walter James, John Campbell, Sebastian Earl, Ralph Shove, Sidney Swann i Robin Johnstone zdobyli srebrny medal w ósemkach. W finale o 0,8 sekundy wyprzedziła ich reprezentacja USA. Był to jego jedyny start olimpijski.
Po zakończeniu kariery wrócił do Australii, w której się urodził. Tam też zmarł w 1939 roku.